# Afrida interdicta
Afrida interdicta är en fjärilsart som beskrevs av Dyar 1913. Afrida interdicta ingår i släktet Afrida och familjen trågspinnare. Inga underarter finns listade i Catalogue of Life.